# Ґері Андерсон (велогонщик)
Ґері Андерсон (англ. Gary Anderson, 18 вересня 1967) — новозеландський велогонщик.
Бронзовий призер Олімпійських Ігор 1992 року в індивідуальній гонці переслідування на 4000 м, учасник 1988, 1996, 2000 років.
Переможець Ігор Співдружності 1990 (індивідуальна гонка переслідування на 4000 м), 1990 (командна гонка переслідування на 4000 м), 1990 (гонка на треку на 10 миль) років, срібний призер 1986 (командна гонка переслідування на 4000 м), 1986 (гіт на 1000 м), 1990 (гіт на 1000 м) років, бронзовий призер 1986 (індивідуальна гонка переслідування на 4000 м), 1986 (гонка на треку на 10 миль) років.